# Potenziale di riduzione
Il potenziale di riduzione (anche conosciuto come potenziale redox e indicato con Eh) è una misura della tendenza di una specie chimica ad acquisire elettroni, cioè a essere ridotta. Maggiore è il potenziale di riduzione (più risulta positivo), maggiore è la tendenza ad acquisire elettroni (comportarsi da catodo nelle pile) ossia maggiore è il potenziale di riduzione maggiore è il carattere ossidante. Nell'ambito del Sistema internazionale di unità di misura, il potenziale di riduzione è espresso in volt (V). Il potenziale di riduzione è una proprietà intrinseca della specie chimica considerata; più positivo è tale valore, maggiore è l'affinità elettronica della specie e maggiore è la sua tendenza ad essere ridotta.

## Misura ed interpretazione
Il potenziale di riduzione misura la tendenza della soluzione elettrolitica ad acquisire elettroni quando la soluzione subisce un cambiamento dovuto all'aggiunta di una nuova specie. Una soluzione con un potenziale di riduzione maggiore (più positivo) rispetto alle specie aggiunte tenderà a guadagnare elettroni a discapito delle nuove specie (cioè sarà ridotta ossidando le nuove specie), mentre una soluzione con un potenziale di riduzione minore tenderà a perdere elettroni, cioè sarà ossidata riducendo le nuove specie.
Poiché i potenziali di riduzione assoluti sono difficili da misurare in maniera precisa, vengono definiti rispetto ad un elettrodo di riferimento.
I potenziali di riduzione vengono quindi determinati misurando la differenza di potenziale elettrico fra un elettrodo di lavoro - immerso nella soluzione di cui si vuole misurare il valore - e un elettrodo di riferimento - immerso in un'altra soluzione collegata elettricamente alla prima - attraverso un ponte salino. Il valore del potenziale di riduzione associato all'elettrodo di riferimento è noto; ad esempio il potenziale di riduzione dell'elettrodo standard a idrogeno è per convenzione pari 0,0 mV. Per ottenere maggiore stabilità e precisione, durante lo svolgimento dei test di laboratorio si preferisce usare un elettrodo standard a cloruro d'argento oppure un elettrodo a calomelano saturo (SCE).
La misurazione dei potenziali di riduzione può essere falsata da molti fattori, come ad esempio: temperatura, pH, svolgimento di reazioni reversibili o oscillanti, presenza di più coppie redox, avvelenamento dell'elettrodo, valori bassi della densità di corrente di scambio e coppie redox inerti.

## Potenziali di riduzione standard
Il potenziale standard di riduzione di una specie chimica (indicato con {\displaystyle E_{0}}) è il potenziale di riduzione misurato in condizioni standard, cioè: temperatura di 25 °C, per una concentrazione 1 M di ogni ione partecipante alla reazione, pressione parziale di 1 atm per ogni gas partecipante alla reazione e utilizzando come elettrodi metalli puri.
Il potenziale standard di riduzione viene definito in base ad un elettrodo standard a idrogeno (SHE), a cui viene assegnato il valore arbitrario di 0,00 V.
Qualche tempo fa, molti stati, fra cui gli USA e il Canada, utilizzavano i potenziali standard di ossidazione al posto dei potenziali di riduzione. I potenziali standard di ossidazione sono semplicemente i potenziali di riduzione cambiati di segno, quindi non si tratta di un grosso problema nei calcoli. Comunque, poiché essi possono essere anche letti come "potenziali redox", la IUPAC preferisce le locuzioni "potenziali di riduzione" ({\displaystyle E_{0}^{r}}) e "potenziali di ossidazione" ({\displaystyle E_{0}^{o}}).

## Determinazione teorica del potenziale di riduzione
Ad ogni reazione di riduzione è associato un potenziale di elettrodo, E, legato alle concentrazioni delle specie ossidata ([oss]) e ridotta ([rid]) secondo l'andamento descritto dall'equazione di Nernst:
{\displaystyle E=E^{0}-{\frac {RT}{nF}}\ln {\frac {[rid]^{b}}{[oss]^{a}}}}
in cui:
- E0 è il potenziale standard di riduzione;
- R è la costante dei gas;
- T è la temperatura assoluta, espressa in kelvin;
- n è il numero di elettroni acquisiti dall'elemento che si riduce;
- F è il prodotto tra la costante di Avogadro e la carica elettrica dell'elettrone (per cui corrisponde alla carica posseduta da una mole di elettroni) ed è detta costante di Faraday;
- a e b sono i coefficienti stechiometrici delle specie ossidata e ridotta nella semireazione.

A una generica temperatura:
{\displaystyle E=E^{0}-{\frac {0,0002T}{n}}\log {\frac {[rid]^{b}}{[oss]^{a}}}}
A 298 K (ovvero 25 °C), il rapporto RT/F è uguale a 0,059 (applicando il fattore di conversione 2.3 per passare dai logaritmi naturali a quelli decimali).
I potenziali standard di riduzione sono riportati in letteratura. Sono i potenziali misurati ponendo a 1 la concentrazione molare della specie ossidata, prendendo come riferimento la riduzione dello ione H+ a idrogeno, per cui il potenziale di riduzione della reazione:
{\displaystyle 2H^{+}+2e^{-}\rightarrow H_{2}}
con [H+] = 1 mol/L e con la pressione di H2 pari ad 1 atm, è posto per convenzione uguale a zero.

## Conversione dei potenziali fra diversi tipi di elettrodi di riferimento
Spesso i potenziali di riduzione vengono misurati relativamente a diversi elettrodi di riferimento e diventa quindi necessario convertire i valori ricavati, in modo che siano riferiti all'elettrodo standard desiderato.
Alternativamente, può essere necessario convertire le misurazioni sperimentali in potenziali standard di riduzione per poterle comunicare o inserire in tabelle esplicative. Tale operazione può essere facilmente compiuta conoscendo la d.d.p. tra l'elettrodo di riferimento usato e l'elettrodo di riferimento desiderato:
{\displaystyle E_{obs,ref2}=E_{obs,ref1}-E_{ref2,ref1}}
in cui:
- obs è la reazione osservata;
- ref2 è l'elettrodo di riferimento usato nella misurazione;
- ref1 è l'elettrodo di riferimento desiderato.

| Elettrodo di riferimento            | Potenziale di elettrodo standard in mV (SHE) |
| ----------------------------------- | -------------------------------------------- |
| Elettrodo a idrogeno standard (SHE) | 0                                            |
| Elettrodo a calomelano saturo (SCE) | +241                                         |
| Ag/AgCl, 1 M KCl                    | +236                                         |
| Ag/AgCl, 4 M KCl                    | +200                                         |
| Ag/AgCl, sat. KCl                   | +197                                         |